# Redange-sur-Attert
Pour l’article ayant un titre homophone, voir Rédange.
Redange-sur-Attert, parfois abrégé en Redange (luxembourgeois : Réiden, allemand : Redingen), est une localité luxembourgeoise, chef-lieu de la commune et du canton de Redange.

## Histoire
Redange-sur-Attert est jadis desservi par la ligne de Noerdange à Martelange, ligne chemin de fer à voie métrique surnommée de Jangeli qui partait de la gare de Noerdange pour se terminer à Martelange, haut-lieu d'exploitation ardoisière.
Le 10 mai 1940, jour du déclenchement de l'invasion du Luxembourg, la commune est prise par les Allemands de la 10e Panzerdivision qui a pour objectif de traverser la Meuse à Sedan.

## Géographie
Redange-sur-Attert est située dans la vallée de l'Attert, un affluent de l'Alzette.

### Sections de la commune
- Lannen
- Nagem
- Niederpallen
- Ospern
- Redange (chef-lieu)
- Reichlange

### Autre localité
- Eltz

### Communes limitrophes
|     | Rambrouch | Préizerdaul |
| Ell | Redange   | Useldange   |
|     | Beckerich |             |

## Politique et administration

### Liste des bourgmestres[4]
| Identité                       | Période            | Période                                | Durée                       | Étiquette |
| Identité                       | Début              | Fin                                    | Durée                       | Étiquette |
| ------------------------------ | ------------------ | -------------------------------------- | --------------------------- | --------- |
| Jacques Witry (d)              | années 1790        | 8 juin 1803                            |                             |           |
| Jean-Pierre Kohl (d)           | années 1800        | 30 septembre 1823                      |                             |           |
| Nic. Feiereisen (d)            | 1er octobre 1823   | 1836                                   | 13 ans                      |           |
| Jean Clomes (d)                | février 1837       | janvier 1844                           | 6 ans et 11 mois            |           |
| Henri Spyr (d)                 | février 1844       | décembre 1848                          | 4 ans et 10 mois            |           |
| Jean Feiereisen (d)            | février 1849       | 11 mars 1856                           | 7 ans et 1 mois             |           |
| Nicolas Feller (d)             | octobre 1856       | 10 décembre 1860                       | 4 ans et 2 mois             |           |
| Ignace Eyschen (d)             | mars 1861          | 21 décembre 1876                       | 15 ans et 9 mois            |           |
| Jean-Baptiste Gérard (d)       | 1er janvier 1876   | 31 décembre 1893                       | 17 ans, 11 mois et 30 jours |           |
| Léopold Bian (d) (1832 - 1899) | 1er janvier 1894   | 25 juin 1899 (mort en cours de mandat) | 5 ans, 5 mois et 24 jours   |           |
| Jean de Waha (d)               | 13 janvier 1900    | 17 septembre 1903                      | 3 ans, 8 mois et 4 jours    |           |
| Nicolas Theischen (d)          | 1er février 1904   | 31 décembre 1914                       | 10 ans, 10 mois et 30 jours |           |
| François Gérard (d)            | 1er janvier 1915   | 21 avril 1941                          | 26 ans, 3 mois et 20 jours  |           |
| Richard Cleve Dettler (d)      | 1er septembre 1941 | 10 septembre 1944                      | 3 ans et 9 jours            |           |
| Aloyse Muller (d)              | 1er janvier 1946   | 31 décembre 1963                       | 17 ans, 11 mois et 30 jours |           |
| Jean Erpelding (d)             | 1er janvier 1964   | 31 décembre 1975                       | 11 ans, 11 mois et 30 jours |           |
| Jean Wirth (d)                 | 1er janvier 1976   | 31 décembre 1981                       | 5 ans, 11 mois et 30 jours  |           |
| Fernand Scholtus (d)           | 1er janvier 1982   | 31 décembre 1987                       | 5 ans, 11 mois et 30 jours  |           |
| Henri Mausen (d)               | 1er janvier 1988   | 31 décembre 1993                       | 5 ans, 11 mois et 30 jours  | CSV       |
| Marc Schmit (d)                | 1er janvier 1994   | 21 février 2000                        | 6 ans, 1 mois et 20 jours   |           |
| Roger Schneider (d)            | 8 avril 2000       | 8 janvier 2007                         | 6 ans et 9 mois             |           |
| Serge Bloes (d)                | 9 janvier 2007     | 16 novembre 2011                       | 4 ans, 10 mois et 7 jours   |           |
| Henri Mausen (d)               | 17 novembre 2011   | 14 novembre 2017                       | 5 ans, 11 mois et 28 jours  | CSV       |
| Henri Gerekens (d)             | 15 novembre 2017   | En cours                               | 7 ans, 7 mois et 18 jours   | SÉ        |

## Population et société

### Démographie
L'évolution du nombre d'habitants est connue à travers les recensements de la population effectués dans le pays depuis 1821. Les recensements décennaux de la population permettent de caler les chiffres sur la composition de la population par sexe, âge, nationalité et commune de résidence. Entre deux recensements, la population au 1er janvier de l’année {\displaystyle x} est évaluée en ajoutant à la population au 1er janvier de l’année {\displaystyle x-1} les soldes naturel (naissances {\displaystyle -} décès) et migratoire (arrivées {\displaystyle -} départs) de l'année. La même méthode est appliquée pour la répartition par âge au 1er janvier et les effectifs totaux par nationalité. Depuis le 1er septembre 2023, le Luxembourg dénombre 100 communes.
Au 1er janvier 2024, la commune comptait 3 077 habitants.
| 1821  | 1851  | 1871  | 1880  | 1890  | 1900  | 1910  | 1922  | 1930  |
| ----- | ----- | ----- | ----- | ----- | ----- | ----- | ----- | ----- |
| 1 205 | 1 895 | 2 097 | 1 950 | 1 944 | 1 957 | 1 971 | 1 870 | 1 781 |

| 1935  | 1947  | 1960  | 1970  | 1978  | 1979  | 1981  | 1983  | 1984  |
| ----- | ----- | ----- | ----- | ----- | ----- | ----- | ----- | ----- |
| 1 744 | 1 765 | 1 693 | 1 782 | 1 730 | 1 705 | 1 701 | 1 730 | 1 720 |

| 1985  | 1986  | 1987  | 1988  | 1989  | 1990  | 1991  | 1992  | 1993  |
| ----- | ----- | ----- | ----- | ----- | ----- | ----- | ----- | ----- |
| 1 710 | 1 690 | 1 710 | 1 718 | 1 747 | 1 812 | 1 850 | 1 896 | 1 957 |

| 1994  | 1995  | 1996  | 1997  | 1998  | 1999  | 2000  | 2001  | 2002  |
| ----- | ----- | ----- | ----- | ----- | ----- | ----- | ----- | ----- |
| 1 991 | 2 041 | 2 103 | 2 152 | 2 199 | 2 246 | 2 281 | 2 177 | 2 189 |

| 2003  | 2004  | 2005  | 2006  | 2007  | 2008  | 2009  | 2010  | 2011  |
| ----- | ----- | ----- | ----- | ----- | ----- | ----- | ----- | ----- |
| 2 207 | 2 242 | 2 303 | 2 305 | 2 339 | 2 376 | 2 438 | 2 480 | 2 564 |

| 2012  | 2013  | 2014  | 2015  | 2016  | 2017  | 2018  | 2019  | 2020  |
| ----- | ----- | ----- | ----- | ----- | ----- | ----- | ----- | ----- |
| 2 621 | 2 631 | 2 631 | 2 613 | 2 609 | 2 795 | 2 824 | 2 843 | 2 905 |

| 2021  | 2022  | 2023  | 2024  | - | - | - | - | - |
| ----- | ----- | ----- | ----- | - | - | - | - | - |
| 2 910 | 2 990 | 3 059 | 3 077 | - | - | - | - | - |

Le graphique qui aurait dû être présenté ici ne peut pas être affiché car il utilise l'ancienne extension Graph, désactivée pour des questions de sécurité. Des indications pour créer un nouveau graphique avec la nouvelle extension Chart sont disponibles ici.

## Curiosités
- L’église Saint-Victor

## Personnalités
- Jean-Claude Juncker, homme politique luxembourgeois né en 1954 à Redange, Premier ministre (1995-2013), Président de la Commission européenne (2014-2019)